# Eccoptomera obscura
Eccoptomera obscura är en tvåvingeart som först beskrevs av Johann Wilhelm Meigen 1830.  Eccoptomera obscura ingår i släktet Eccoptomera och familjen myllflugor. Arten är reproducerande i Sverige. Inga underarter finns listade i Catalogue of Life.